# Mesosa rupta
Mesosa rupta es una especie de escarabajo longicornio del género Mesosa, categorizada en la tribu Mesosini, de la subfamilia Lamiinae. Fue descrita por Pascoe en 1862.

## Descripción
Mide 7-14 mm de longitud.

## Distribución
Se distribuye por Camboya, China, Laos, Tailandia y Vietnam.